# Niels Eilschou Holm
Niels Eilschou Holm (født 28. juli 1937 i Asminderød, død 1. april 2016) var en dansk jurist, kammerherre og tidligere Folketingets Ombudsmand samt kabinetssekretær og ordenssekretær for dronning Margrethe 2.
Eilschou Holm var ene søn af Aase (født Bützow-Rohde) og cand.theol. Johannes Eilschou Holm, sognepræst i Solbjerg på Frederiksberg og provst over Frederiksberg Provsti. Han tog sin studentereksamen ved Metropolitanskolen 1955, blev cand.jur. 1960 og dr.jur. 1968. Han modtog et stipendium fra The American Council of Learned Societies 1963 og var Visiting Scholar ved Harvard Law School i USA 1963-65 og på kortere studieophold i Østrig, England og Italien 1962, 1966 og 1967.
Han var afdelingschef i Justitsministeriet og valgtes i 1981 til embedet som Folketingets Ombudsmand, hvilket han var frem til 1986. I 1987 håndplukkedes Eilschou Holm til stillingen som kabinetssekretær og ordenssekretær for dronningen, en stilling han havde frem til sin pensionering i 2007.
Eilschou Holm var formand for Ebbe Muncks Mindefond og formand for bestyrelsen i Fondet for Dansk-Svensk Samarbejde. Han var formand for Det Kgl. Vajsenhus' bestyrelse fra marts 1994 til den 13. januar 2011.

## Dekorationer
- Storkors med bryststjerne i diamanter af Dannebrogordenen (2007)
- Erindringsmedaillen i anledning af Hendes Majestæt Dronningens 40 års regeringsjubilæum
- Erindringsmedaillen i anledning af Hendes Majestæt Dronning Margrethe II's 25 års regeringsjubilæum
- Erindringsmedaillen i anledning af Hendes Majestæt Dronning Margrethes og Hans Kongelige Højhed Prins Henriks sølvbryllup den 10.6.1992
- Adolph af Nassaus civile og militære Fortjenstorden
- Trestjerneordenen
- Den Hellige Skats Orden (Zui ho sho)
- Den islandske Falkeorden
- Forbundsrepublikken Tysklands Fortjenstorden
- Fortjenstordenen (Italien)
- Den Hvide Roses Orden
- Infante Don Henriqués Orden
- Jyotirmaya Suvikhyat Treshakti Patta Orden
- Kgl. Norske Fortjenstorden
- Kroneordenen
- Nordstjerneordenen
- Sankt Olavs Orden
- Stara Planina Orden
- Storfyrst Gediminas' Orden
- Uafhængighedsordenen